# Andrea Polle
Andrea Polle (* 1956 in Lastrup) ist eine deutsche Forstbotanikerin. Sie war Professorin für Forstbotanik und Baumphysiologie an der Georg-August-Universität Göttingen und Vizepräsidentin der Niedersächsischen Akademie der Wissenschaften zu Göttingen.

## Leben
Polle erhielt 1981 ihr Diplom in Biologie an der Universität zu Köln. Im Jahr 1982 begann sie ein Promotionsstudium an der Universität Osnabrück in der Fachrichtung Biophysik, das sie 1986 mit ihrer Dissertation über Laterale Protonenflüsse an Thylakoidmembranen abschloss. Es folgten Anstellungen als Postdoc im Jahr 1987 an der Universität Osnabrück und von 1988 bis 1990 am Fraunhofer-Institut für Atmosphärische Umweltforschung (IFU) in Garmisch-Partenkirchen. Am IFU erhielt sie anschließend eine permanente Anstellung als wissenschaftliche Mitarbeiterin und war von 1990 bis 1992 Gruppenleiterin der Forschungsgruppe „Stress Physiologie“. Sie begann 1992 eine Anstellung als wissenschaftliche Mitarbeiterin am Institut für Baumphysiologie der Fakultät für Forstwissenschaften in Freiburg, wo sie sich 1995 in Ökophysiologie und Baumphysiologie habilitierte.
Ab 1996 war sie die Professorin für Forstbotanik und Baumphysiologie an der Georg-August-Universität. Hier diente sie auch von 1999 bis 2001 als Dekanin der Fakultät für Forstwissenschaften und war anschließend bis 2005 Vizedekanin. Von 1997 bis 2024  war sie zudem wissenschaftliche Leiterin des Forstbotanischen Gartens.
Von 2009 bis 2012 war sie zudem als Gastprofessorin an der Northwest Agricultural and Forestry University in Xianyang tätig.
Seit 2024 ist sie im Ruhestand.

## Werk
Frühe Arbeiten von Polle hatten biochemische und biophysikalische Abläufe der Fotosynthese zum Thema. Sie promovierte über Protonenflüsse entlang der Thylakoidmembran.
Im Rahmen ihrer Professur in Göttingen lag ihr Forschungsschwerpunkt in der Anpassung von Waldbäumen an abiotischen Stress wie Schwermetallbelastung, Luftverschmutzung, Trockenheit, Hitze und Klimawandel. Diese Anpassungen untersuchte sie überwiegend auf molekularer Ebene und in Abhängigkeit zu mit Bäumen assoziierten Mikroorganismen. Sie veröffentlichte 2007 einen Sammelband über die Auswirkungen von anthropogenen Einflüssen auf Waldökosysteme. Ein weiteres Forschungsfeld waren die Interaktionen zwischen Bäumen und Pilzen im Rahmen der Mykorrhiza.
Gemeinsam mit einer internationalen Gruppe von Forstwissenschaftlern und Botanikern veröffentlichte sie einen Zeitschriftenartikel, der am Beispiel zweier Bücher von Suzanne Simard und Peter Wohlleben die Vermenschlichung von Pflanzen in der Wissenschaft und Populärliteratur kritisierte. Der Artikel stellte unter anderem dar, dass der Transfer von Kohlenstoff-Verbindungen zwischen verschiedenen Baumindividuen durch Pilze oder Wurzelverwachsungen marginal und lediglich in physiologisch unbedeutendem Umfang nachweisbar sei.

## Mitgliedschaften und Herausgeberin
Polle ist seit 2006 ordentliches Mitglied der Niedersächsischen Akademie der Wissenschaften zu Göttingen und wurde 2022 zur ersten Vizepräsidentin gewählt.
Sie war von 2010 bis 2013 Mitglied im Senat der Deutschen Forschungsgemeinschaft und war ab 2009 mehrere Jahre Teil des wissenschaftlichen Beirats des Johann Heinrich von Thünen-Instituts.
Polle arbeitet als Peer Reviewerin unter anderem für die Deutsche Forschungsgemeinschaft, die Academy of Finland, den Research Council of Norway sowie für den Biotechnology and Biological Sciences Research Council.
Sie ist Mit-Herausgeberin von New Phytologist und Oecologia sowie Mitglied des wissenschaftlichen Beirates von Plant Cell & Environment.
Andrea Polle ist an über 400 Text-Veröffentlichungen beteiligt.

## Veröffentlichungen (Auswahl)
- Wolfram Elling, Ulrich Heber, Andrea Polle, Friedrich Beese (2007): Schädigung von Waldökosystemen: Auswirkungen anthropogener Umweltveränderungen und Schutzmßnahmen. 1. Auflage. Elsevier, Spektrum Akademischer Verlag, Heidelberg München, ISBN 978-3-8274-3069-4.

Herausgeberschaften
- Heinz Rennenberg, Andrea Polle (2019): Physiological Responses to Abiotic and Biotic Stress in Forest Trees. MDPI, Basel.